# Casa d'Hostes del Castell
La casa d'Hostes del Castell és un edifici de Sant Antolí i Vilanova, al municipi de la Ribera d'Ondara (Segarra) inclòs a l'Inventari del Patrimoni Arquitectònic de Catalunya.

## Descripció
És un edifici de planta rectangular, constituït per tres pisos que han sofert notables remodelacions, al qual s'adossen altres dependències de caràcter familiar i agrícola. La façana principal mostra dos eixos clarament definits per la presència de dos estructures a diferents nivells. La primera, presenta major alçada, destacant el fet que a la façana nord-est s'hi observen restes d'un gran finestral motllurat a la seva part superior, i el seu mur exterior està lleugerament atalussat. La segona estructura, està situada a nivell inferior respecte la primera, i presenta una obertura d'un gran portal apuntat, cobert amb volta de creueria que dona accés a la porta d'accés de l'edifici. La façana principal està precedida per un pati obert amb jardí que tanca el recinte de l'exterior mitjançant unes parets de pedra i que presenta una obertura al carrer, just davant del gran portal apuntat

## Història
Les restes del castell de Sant Antolí estan colgades sota l'actual construcció de la granja, situada darrere d'aquesta casa, i que es va construir a mitjans del segle xi.